# Gheorghe Doja (okręg Jałomica)
Gheorghe Doja – wieś w Rumunii, w okręgu Jałomica, w gminie Gheorghe Doja. W 2011 roku liczyła 2555 mieszkańców.